# International Padel Federation
Die Federación Internacional de Pádel (FIP) oder auch International Padel Federation ist der Fachsportverband, der die Sportart Padel weltweit vertritt und organisiert. Sie wurde 1991 in Madrid von den nationalen Verbänden Argentiniens, Spaniens und Uruguays gegründet. Er hat Stand 2024 71 nationale Fachverbände als Mitglied, die über 30 Millionen Spieler in über 130 Länder repräsentieren.
Der Verband organisiert unter anderem die Padel World Championship, die Weltmeisterschaft, die alle zwei Jahre stattfindet, sowie die Premier Padel Tour,  eine internationale Turnierreihe, die 2023 mit der World Padel Tour fusioniert wurde, sowie vom Niveau darunter die FIP Tour.  Der Verband führt Ranglisten für männliche und weibliche Spieler sowie Junioren und Nationalmannschaften.

## Geschichte
Die FIP wurde 1991 in Madrid (Spanien) gegründet. Erster Präsident des Verbands war Julio Alegría Artiach. Mittlerweile hat die FIP ihren Sitz im Maison du Sport International in Lausanne (Schweiz).

## Präsidenten
- 1991–1993 Julio Alegría Artiach (Spanien)
- 1993–2000 Diógenes de Urquiza Anchorena (Argentinien)
- 2003–2006 Eduardo Góngora Benítez de Lugo (Spanien)
- 2006–2012 Adilson Hilário Dallagnol (Brasilien)
- 2012–2018 Daniel Alejandro Patti (Italien)
- ab 2018   Luigi Carraro (Italien)[1]